# A tó – Holdfény

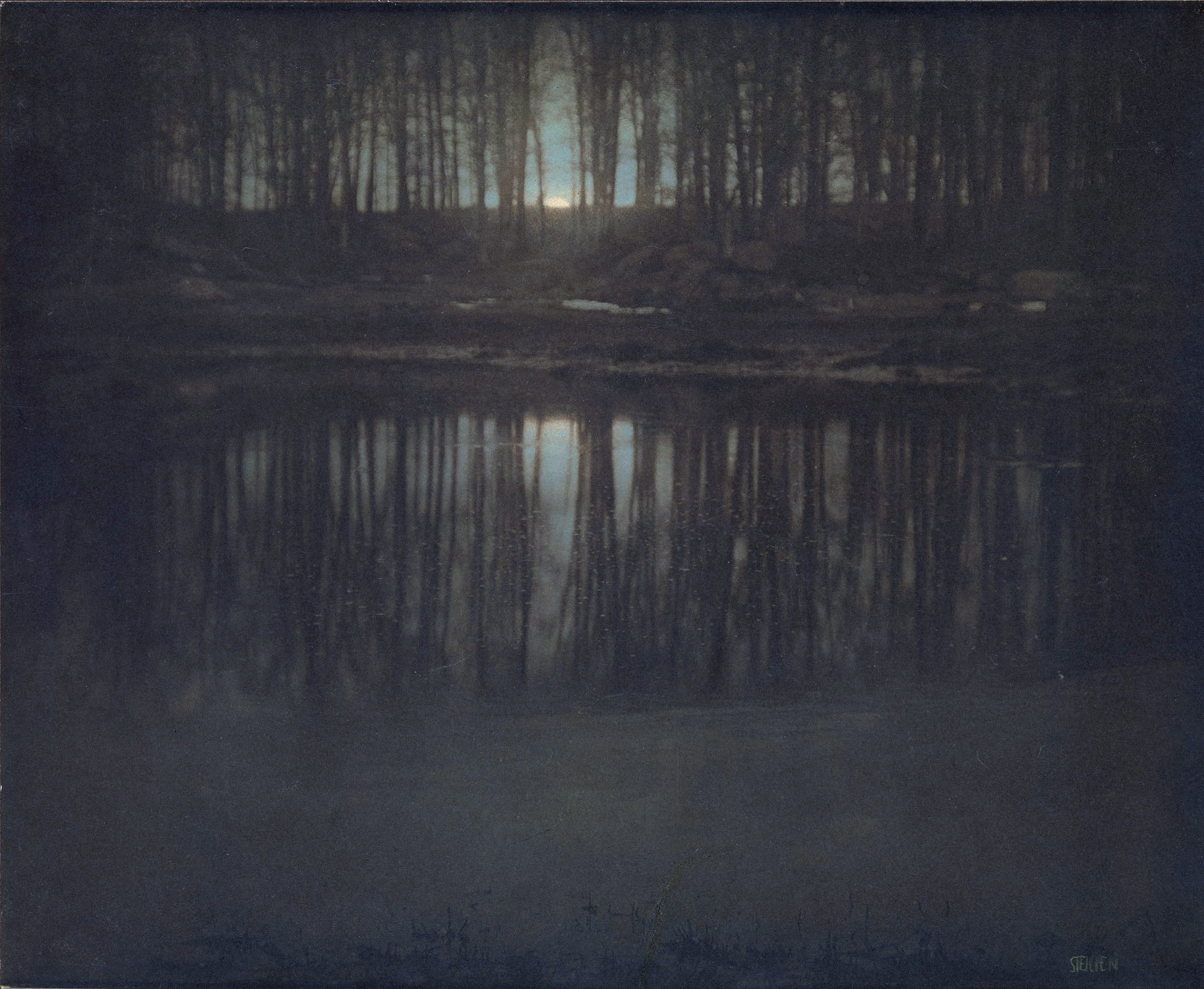
Edward Steichen: A tó – Holdfény (platinanyomat, 1904), Modern Művészetek Múzeuma, New York

A tó – Holdfény (The Pond—Moonlight) Edward Steichen 1904-ben készített piktorialista fotográfiája, melyet ma a világ legdrágább fényképei között tartanak számon.

## A fénykép
Steichen 1904-ben kapott meghívást barátjától, Charles Caffin írótól, hogy a nyarat töltse náluk a New York melletti Mamaroneckben. Az eredetileg néhány hetesre tervezett tartózkodás két hónapos lett, mert Steichen tífuszt kapott és vendéglátója ragaszkodott hozzá, hogy amíg fel nem épül lakjon náluk. A híressé vált felvétel 1904 augusztusában Caffinék házától nem messze egy fákkal körülölelt tó partján készült.
Bár a kép készítésének hozzávetőleges időpontja és a helye jól behatárolható, a pontos körülmények nem ismertek. Joel Smith a Princeton University Art Museum kurátora szerint nem lehet egyértelműen megállapítani, hogy hol, melyik tónál készült a felvétel. Gerry Badger fotótörténész szerint (annak ellenére, hogy Steichen kedvelt témája volt a hold és annak fénye) A tó – Holdfény mégsem hajnalban, a lenyugvó hold idején készült, ahogy azt a cím sugallja, hanem éppen ellenkezőleg, alkonyatkor. A sötét képi tónusok, melyek a holdvilágot idézik, csak a kép előhívásának, és az alkalmazott nemeseljárásnak köszönhetőek. A megörökített látvány valószínűleg nem olyan volt, mint amilyennek a felvételen látszik.
A tó – Holdfény egy korai színes platinanyomat, mely évekkel az autokróm eljárás megjelenése előtt készült. A felvétel első alkalommal – Steichen más alkotásaival együtt – 1906-ban a Camera Work folyóirat 14. számában jelent meg.
Steichen alkotásának három változata ismert, melyek a kézzel felvitt gumirétegeknek köszönhetően mind egyedi alkotások. Ezek közül kettő múzeumi gyűjteményben van New Yorkban: az egyik a Modern Művészetek Múzeumában, a másik a Metropolitan Művészeti Múzeumban tekinthető meg. A Metropolitan a Gilman Paper Company gyűjteményének megvásárlása révén hozzájutott a harmadik nyomathoz is, de a múzeum később annak eladása mellett döntött. Steichen alkotását a Sotheby’s aukciósház bocsátotta árverésre 2006 februárjában: egy magángyűjtő – akkor rekordösszegnek számító – 2,928 millió dollárt fizetett a fényképért.